# Phymatoctenus
Phymatoctenus là một chi nhện trong họ Ctenidae.